# Gabriela (Film)
Gabriela ist ein deutsches Familiendrama aus dem Jahre 1950 von Géza von Cziffra. In der Titelrolle ist Zarah Leander zu sehen, die hiermit ihren ersten Nachkriegsfilm drehte.

## Handlung
Gabriela ist eine berühmte und einst gefeierte Sängerin, die einst große Erfolge in der Bar eines Mannes gefeiert hatte, der schließlich ihr Liebhaber wurde. Um diese Karriere machen zu können, hatte sie damals ihren Ehegatten mitsamt beider Tochter Andrea zurückgelassen. Die Tochter, nunmehr erwachsen, wuchs bei einer Pflegemutter auf. Auch der Vater hatte sich in der Vergangenheit nicht übermäßig um sein Kind gekümmert. Jetzt, wo das Mädchen zu einer jungen Frau herangereift ist, erkennt Gabriela, welchen Fehler sie damals begangen hatte, als sie die Tochter fortgab, und sie wird von mütterlicher Reue übermannt.
Doch nun scheint es für eine Versöhnung mit dem eigenen Fleisch und Blut zu spät. Andrea hat sich der Mutter total entfremdet und zeigt auch kein gesteigertes Interesse an ihrer Erzeugerin. Denn längst hat die junge Frau ihre eigenen Wege beschritten. Sie ist ein selbständiger Mensch geworden, der in einer frischen Beziehung zu einem jungen Ingenieur steht. Mit Hilfe ihrer alten Vertrauten Hansi kann Gabriela, die nun endlich die Vergänglichkeit von Ruhm, Glitter und Glamour begreift, ein wenig verloren gegangenes Vertrauen ihrer Tochter wieder zurückgewinnen. Doch Andrea macht Gabriela auch klar, dass sie sie heute nicht mehr braucht.

## Produktionsnotizen
Gabriela wurde zum Jahresende 1949 vorbereitet und entstand im Januar/Februar 1950 in den Real-Film-Studios von Hamburg-Wandsbek. Die Außenaufnahmen kamen in der Umgebung von Hamburg und in Oberstdorf zustande. Die Welturaufführung war am 6. April 1950 in Zürich und in Frankfurt am Main, die Berliner Premiere fand am 8. April 1950 statt. Bis zu diesem Zeitpunkt war Gabriela der teuerste deutsche Film, der mit DM hergestellt wurde. Auch ins Ausland wurde dieser Film aufgrund des Stars gut verkauft.
Herbert Kirchhoff gestaltete die Filmbauten. Gyula Trebitsch übernahm die Produktionsleitung. Dessen Gattin Erna Sander gestaltete die Kostüme. Werner Pohl war für den Ton zuständig.

## Künstlerische Darbietungen
Die Leander singt die Lieder "Es gibt keine Frau, die nicht lügt" und "Wenn der Herrgott will". Die Texte zu Michael Jarys Liedern verfasste Kurt Schwabach.
Es spielen die Hamburger Solistenvereinigung Waldo Favre, das Gellert-Quintett und das Tanzorchester Detlev Lais. Es tanzt das Gabriela-Ballett.

## Wissenswertes
Für Zarah Leanders Comeback legte sich die produzierende Real-Film ordentlich ins Zeug und scheute für ihre Ausstattung weder Kosten noch Mühen. Wie Der Spiegel zum Jahresbeginn 1950 zu berichten wusste, entwarf Erna Sander alle 18 Kleider für Zarahs ersten Nachkriegsfilm „Gabriela“. Das Paillettenkleid, das sie mit einer Reiherfeder auf dem Kopf als Chansonette trägt, ist das teuerste. Kenner schätzen es auf 8000 bis 10000 DM. Die Inhaberin des Hamburger Modeateliers Bibernell fuhr nach Paris, um echte Spitzen und Paillettenstoff für die Realisierung der Real-Film-Kostümräume einzukaufen. Auch der Schmuck, der Zarah im Film umflimmert, ist echt. Detektive bewachen ihn im Atelier … Ein zweireihiges Perlenkollier aus Orientperlen mit Brillantagraffen und Brillant-Tropfen kaufte sie selbst bei Juwelier Wilm.
Über den Erfolg von Leanders Comeback gibt es höchst unterschiedliche Aussagen: Gabriela bedeutete ein großer Comeback-Erfolg für die Leander, kein anderer Film mit dem ehemaligen UFA-Star sollte nach 1945 erfolgreicher sein. Gabriela verzeichnete angeblich das dritthöchste Einspielergebnis aller deutschen Filme des Jahres 1950 und lief auch im Ausland (Schweiz, Niederlande) ausgezeichnet. Curt Riess hingegen behauptete, dass der Film ein Flop gewesen sei. „Der erste Nachkriegsfilm Zarah Leanders, ‚Gabriela‘, kommt heraus und fällt durch. (…) ‚Gabriela‘ müßte eigentlich ziehen. Das ist genau das, was die Leander immer verfilmt hat und was die Leute stets von ihr sehen wollten. (…) Kurz, das Publikum bekommt Szenen, in denen es weinen, Szenen, in denen es lachen darf, Musik, die es mitsingen kann. Aber das Publikum tut nichts dergleichen. Es langweilt sich zu Tode.“

## Kritiken
In der Zeit vom 13. April 1950 war folgendes zu lesen: „Das künstlerische Rezept … hat seine Mängel gezeigt. Nimmt man aus den alten Leander-Filmen jeweils ein paar Gramm und kocht daraus einen neuen, dann kann dieser nur schmackhaft werden, wenn die Zutaten richtig gemischt sind. Und gerade das wurde leider versäumt. Weniger gefühlvoller Kitsch und erheblich mehr freche Baratmosphäre hätten Zarah Leander besser gestanden. Sie bewies es, als sie zu zwar üblichen Überblendungen das neueste Chanson Michael Jarys sang und für wenige Sekunden mit Zigarette und aufreizendem Gesicht in Großaufnahme zu sehen war. Das war in Stimme und Ausdruck die gefeierte Zarah von einst. (…) Was Geza von Cziffra am Drehbuch versäumte, hat er bei der Regie nachgeholt: Es ist ihm gelungen, aus der zu Herzen gehenden Geschichte einer Mutter, die um die Liebe ihrer Tochter ringt … einen wohl anspruchslosen aber tragbaren Unterhaltungsfilm zu machen.“

„Ein ganz auf Zarah Leander zugeschnittener Film voller Sentimentalität, die allein durch das Spiel von Grethe Weiser wohltuend gemildert wird.“